# Verònica austríaca
La verònica austríaca (Veronica austriaca, sinònim: V. teucrium) és una planta herbàcia perenne amb diverses tiges que pertany al gènere Verònica dins la família Plantaginaceae. Fa fins a 40 cm d'alt i produeix raïms de flors blaves amb el calze de 5 segments amb el superior molt més curt que els altres. Se'n cultiven en jardineria diverses varietats.
Es troba a gran part d'Europa, incloent Catalunya i el País Valencià, però manca a les Balears. Viu entre els 100 i els 2.400 m d'altitud. Floreix de maig a juliol.